# Fillmore East - June 1971

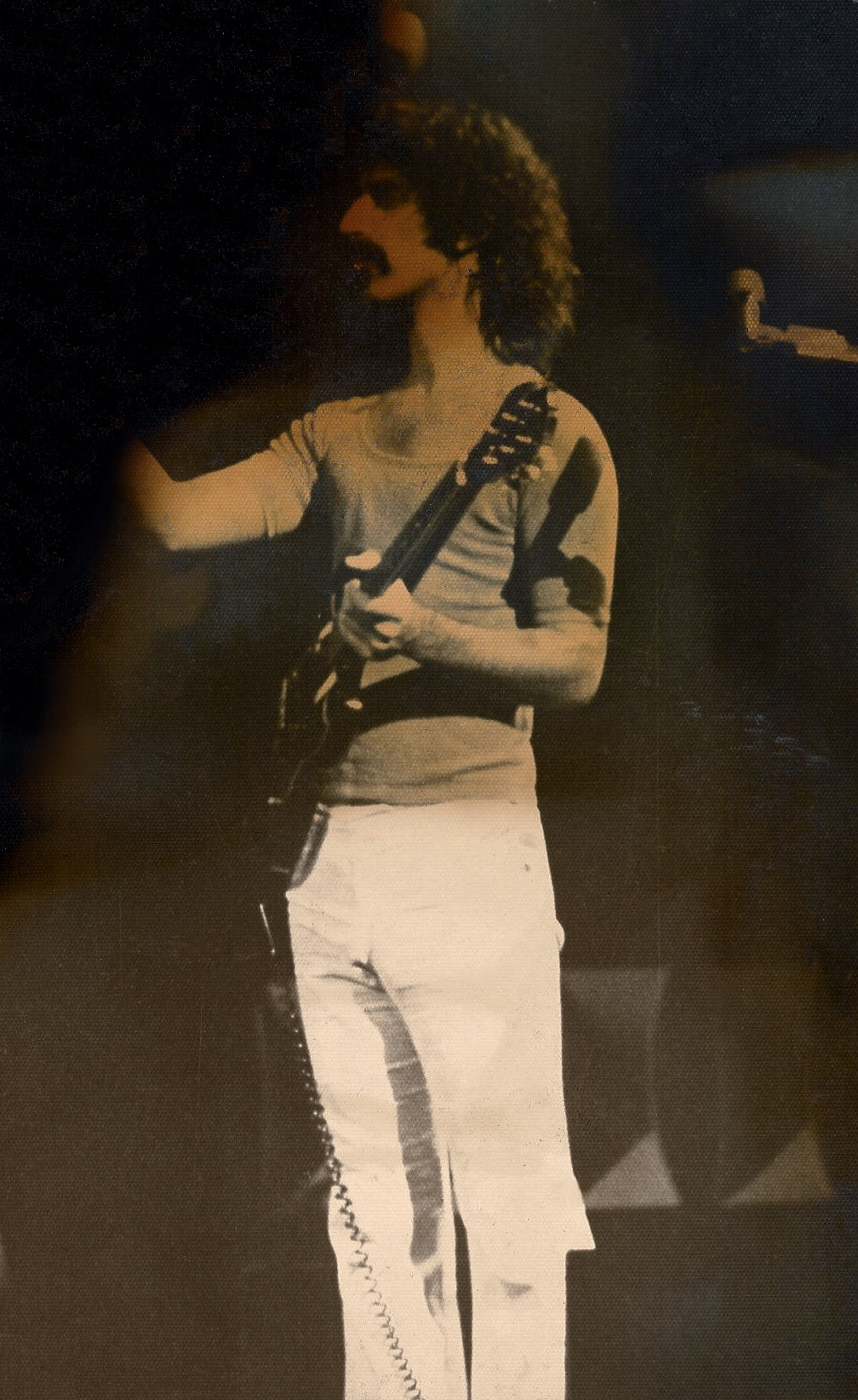
Zappa på Fillmore East den 5 juni 1971, under inspelningen av albumet.

Fillmore East - June 1971 är ett livealbum med Frank Zappa & the Mothers of Invention som släpptes 1971.
Albumet överraskade många Zappa-fans genom att inte ha en perfekt ljudmässig produktion. LP-versionen har ett "burkigt" och aningen skramligt ljud som rimmar illa med Zappas tidigare perfektionistiskt gjorda skivor. Å andra sidan är Fillmore East också den första Zappa/Mothers-skiva som gjordes helt och hållet live.
Skivans styrka är dess humor och energi, två egenskaper som före detta The Turtles-medlemmarna Mark Volman och Howard Kaylan bidrog kraftigt med, samt med sin unika stämsång. En del fans ogillar skivan som de tycker fokuserar den mer triviala sidan av Zappas humor, men sett till den period då den är gjord är den väldigt representativ för Zappas produktion vid den tiden. Humorn är densamma som på Chungas Revenge och 200 Motels, men serverad på ett mindre anspråksfullt sätt, vilket för många gör den mer aptitlig och lättillgänglig än de båda andra verken.

## Låtlista
Alla låtar skrivna av Frank Zappa där inget annat anges.
Sida ett
1. "Little House I Used to Live In" – 4:41
2. "The Mud Shark" – 5:22
3. "What Kind of Girl Do You Think We Are?" – 4:17
4. "Bwana Dik" – 2:21
5. "Latex Solar Beef" – 2:38
6. "Willie the Pimp, Part one" – 4:03

Sida två
1. "Willie the Pimp, Part two
2. "Do You Like My New Car?" – 7:08
3. "Happy Together" (Gary Bonner, Alan Gordon) – 2:57
4. "Lonesome Electric Turkey" – 2:32
5. "Peaches en Regalia" – 3:22
6. "Tears Began to Fall" – 2:45

## Medverkande
- Frank Zappa - gitarr och dialog
- Howard Kaylan - sång och dialog
- Mark Volman -  sång och dialog
- Ian Underwood - blåsinstrument, klaviatur och sång
- Aynsley Dunbar - trummor
- Jim Pons - elbas, sång och dialog
- Bob Harris - Övriga klaviatur och sång
- Don Preston - Minimoog